# Juan Rodríguez Camejo
Juan Martín Rodríguez Camejo (San Ramón, Canelones, 30 de mayo de 2005) es un futbolista uruguayo. Juega de defensa central y su equipo actual es el Club Atlético Peñarol de la Primera División de Uruguay.

## Trayectoria
Comenzó a jugar al baby fútbol con 3 años en Huracán de San Ramón, a sus 10 años el Club Atlético Peñarol lo llamó para realizar una prueba y al año siguiente lo invitaron a jugar en Brasil un campeonato amistoso, tras su experiencia internacional regresó a su pueblo. Finalmente con 12 años el club mirasol lo contrató y Juan realizó las categorías juveniles hasta que en junio de 2022 firmó su primer contrato profesional. En un comienzo era delantero y salió goleador 5 temporadas seguidas en baby fútbol, poco a poco los técnicos lo fueron retrasando en su posición hasta culminar como lateral izquierdo y defensa central.
En 2024 fue cedido a Boston River para que tenga rodaje en Primera División, además se acordó el 50% de su ficha como parte del pase de Guzmán Rodríguez.
Debutó como profesional el 31 de marzo de 2024, el entrenador Jadson Viera lo colocó como titular para enfrentar a Wanderers en el Viera, conjunto al que derrotaron 0-2.
En su primera temporada se destacó con 24 presencias, Boston River culminó el año en tercera posición de la tabla anual y clasificaron a la Copa Libertadores.
Tras regresar del Sudamericano Sub-20, el entrenador Diego Aguirre decidió darle minutos en el primer equipo de Peñarol, debutó con los carboneros el 9 de marzo de 2025, fue titular en el Campeón del Siglo pero fueron derrotados 0-2 por Racing.

## Selección nacional
Ha sido parte de la selección de fútbol de Uruguay en las categorías juveniles sub-17, sub-18 y sub-20, además en la absoluta.
Fue convocado por primera vez a la selección en la categoría sub-17, para entrenar en diciembre de 2021. En 2022 fue convocado por Marcelo Broli para ser parte de un combinado sub-18 y jugar un cuadrangular internacional amistoso en Japón.
Debutó con Uruguay el 25 de agosto de 2022, fue titular para enfrentar al local Japón pero perdieron 1-0. En el segundo partido, contra Uzbekistán, no tuvo minutos y volvieron a perder por la mínima. Cerraron el cuadrangular frente al club Shizuok, volvió a ser titular pero perdieron 3-0.
Durante 2024 fue parte del proceso de la selección sub-20. Debutó en la categoría el 3 de septiembre, fue titular en un amistoso contra Colombia pero fueron derrotados 0-1.
El 7 de enero de 2025 fue confirmado en el plantel para jugar el Campeonato Sudamericano Sub-20, por el entrenador Fabián Coito. Jugó 7 partidos y convirtió 1 gol pero no lograron clasificar a la Copa Mundial Sub-20 luego de 20 años.

## Estadísticas

### Clubes
Actualizado al último partido citado el 6 de julio de 2025.
| Club                         | Div.          | Temporada     | Liga  | Liga  | Liga   | Copas nacionales | Copas nacionales | Copas nacionales | Copas internacionales | Copas internacionales | Copas internacionales | Total | Total | Total  |
| Club                         | Div.          | Temporada     | Part. | Goles | Asist. | Part.            | Goles            | Asist.           | Part.                 | Goles                 | Asist.                | Part. | Goles | Asist. |
| ---------------------------- | ------------- | ------------- | ----- | ----- | ------ | ---------------- | ---------------- | ---------------- | --------------------- | --------------------- | --------------------- | ----- | ----- | ------ |
| C. A. Boston River · Uruguay | 1.ª           | 2024          | 23    | 0     | 0      | 1                | 0                | 0                | —                     | —                     | —                     | 24    | 0     | 0      |
| C. A. Boston River · Uruguay | Total club    | Total club    | 23    | 0     | 0      | 1                | 0                | 0                | 0                     | 0                     | 0                     | 24    | 0     | 0      |
| C. A. Peñarol · Uruguay      | 1.ª           | 2025          | 11    | 0     | 0      | -                | -                | -                | 0                     | 0                     | 0                     | 11    | 0     | 0      |
| C. A. Peñarol · Uruguay      | Total club    | Total club    | 11    | 0     | 0      | 0                | 0                | 0                | 0                     | 0                     | 0                     | 11    | 0     | 0      |
| Total carrera                | Total carrera | Total carrera | 34    | 0     | 0      | 1                | 0                | 0                | 0                     | 0                     | 0                     | 35    | 0     | 0      |
| 1. 2.                        |               |               |       |       |        |                  |                  |                  |                       |                       |                       |       |       |        |

### Selección
Actualizado al último partido citado el 16 de febrero de 2025.
| Selección          | Temporada         | Continental | Continental | Continental | Mundial      | Mundial      | Mundial      | Amistosos | Amistosos | Amistosos | Total | Total | Total  |
| Selección          | Temporada         | Part.       | Goles       | Asist.      | Part.        | Goles        | Asist.       | Part.     | Goles     | Asist.    | Part. | Goles | Asist. |
| ------------------ | ----------------- | ----------- | ----------- | ----------- | ------------ | ------------ | ------------ | --------- | --------- | --------- | ----- | ----- | ------ |
| Sub-18 · Uruguay   | 2022              | —           | —           | —           | —            | —            | —            | 2         | 0         | 0         | 2     | 0     | 0      |
| Sub-18 · Uruguay   | Total sel.        | 0           | 0           | 0           | 0            | 0            | 0            | 2         | 0         | 0         | 2     | 0     | 0      |
| Sub-20 · Uruguay   | 2024              | —           | —           | —           | —            | —            | —            | 1         | 0         | 0         | 1     | 0     | 0      |
| Sub-20 · Uruguay   | 2025              | 7           | 1           | 0           | No clasificó | No clasificó | No clasificó | 3         | 0         | 0         | 10    | 1     | 0      |
| Sub-20 · Uruguay   | Total sel.        | 7           | 1           | 0           | 0            | 0            | 0            | 4         | 0         | 0         | 11    | 1     | 0      |
| Absoluta · Uruguay | 2024              | 0           | 0           | 0           | —            | —            | —            | 1         | 0         | 0         | 1     | 0     | 0      |
| Absoluta · Uruguay | Total sel.        | 0           | 0           | 0           | 0            | 0            | 0            | 1         | 0         | 0         | 1     | 0     | 0      |
| Total selecciones  | Total selecciones | 7           | 1           | 0           | 0            | 0            | 0            | 7         | 0         | 0         | 14    | 1     | 0      |
| 1.                 |                   |             |             |             |              |              |              |           |           |           |       |       |        |

## Palmarés

### Títulos nacionales
| Título            | Club          | País    | Año  |
| ----------------- | ------------- | ------- | ---- |
| Torneo Intermedio | C. A. Peñarol | Uruguay | 2025 |

### Distinciones individuales
| Distinción                                                      | Año  |
| --------------------------------------------------------------- | ---- |
| Fútbolx100 – Jugador revelación del año del Campeonato Uruguayo | 2024 |
| Premios AUF - Mejor debutante del año (nominado)                | 2024 |
| Premios AUF - Equipo ideal del año                              | 2024 |